# Diocesi di Bomarzo
La diocesi di Bomarzo (in latino Dioecesis Polymartiensis) è una sede soppressa e sede titolare della Chiesa cattolica.

## Storia
Bomarzo, conosciuta col nome di Polimarzio a partire dal VI secolo, fu sede di un'antica diocesi dell'alto Lazio, storicamente attestata tra il VII e l'XI secolo.
La tradizione, documentata da una passio «non di molto anteriore all'XI secolo», e consacrata dalle opere di Vittori, Cappelletti e Gams, attesta l'esistenza di un protovescovo nella persona di san Tolomeo, episcopus Pentapolis et Tusciae, martire del I secolo, il cui culto è documentato in tutta la Tuscia viterbese e oltre. Infatti un protovescovo Tolomeo appare nelle cronotassi di Nepi, ma anche di Fano.
A Bomarzo viene attribuito anche il santo vescovo Anselmo, vissuto a metà del VI secolo, al tempo del re Totila, e del quale esiste una Vita, databile all'XI secolo; secondo Lanzoni, da questo documento, «contenente indicazioni cronologiche contraddittorie, e luoghi comuni dell'agiografia medievale, non possiamo raccogliere l'età precisa di questo santo vescovo, che dovrebb'essere vissuto in un tempo remoto dal 545, atteso specialmente il suo nome teutonico». La sua festa liturgica è celebrata a Bomarzo il 24 aprile, mentre la terza domenica di giugno si ricorda la traslazione delle sue reliquie avvenuta il 16 giugno 1647 all'epoca del duca Ippolito Lante della Rovere.
Secondo Duchesne, la diocesi di Bomarzo sarebbe sorta nel VII secolo in seguito al trasferimento della sede vescovile da Ferento a Polimarzio. Infatti, dopo l'arrivo dei Longobardi, la diocesi di Ferento si trovò divisa in due dalla nuova frontiera tra ducato romano e terre longobarde, che passava proprio tra Ferento e Bomarzo, e per questo motivo i vescovi si rifugiarono a Bomarzo, ossia nella parte della diocesi ferentina rimasta in territorio bizantino, continuando a portare per un certo periodo il titolo di "vescovi di Ferento" accanto a quello nuovo di Polimarzio, che poi prevalse. Per lo storico francese, questo è il motivo per cui nel concilio lateranense del 649, indetto da papa Martino I per condannare l'eresia monotelita, il vescovo Bonito firmò gli atti come vescovo Ferentum Polimartium. Questi sarebbe il primo vescovo di Bomarzo storicamente documentato. Nel concilio romano celebrato da papa Agatone nel 680, Barbaziano firmò la lettera sinodale solo come episcopus Polymartiensis.
I successivi vescovi Maggiorino, Giovanni, Maurino, Agatone, Giorgio e Sergio furono presenti a concili indetti a Roma dai pontefici tra l'VIII secolo e la metà del IX secolo. Il vescovo Grimoaldo è il vescovo più noto di Bomarzo. Egli fece parte della delegazione inviata da papa Niccolò I in Bulgaria nell'866 in seguito alla richiesta del khan Boris I di aderire alla Chiesa di Roma; egli si trovava ancora in Bulgaria nell'870, come si evince dalle discussioni del concilio costantinopolitano dell'869-870, dove venne affrontata la questione bulgara. Ritornato in Italia senza il permesso di papa Adriano II, ricevette una reprimenda dal pontefice e su di lui rimase «la taccia d'infamia per aver recato seco innumerevoli ricchezze».
Nel X secolo sono noti due vescovi di Bomarzo. Il primo è Marino che nel 948 fu inviato in Germania come legato papale al concilio di Ingelheim, ed in questa occasione fu destinatario di una lettera di Artaldo di Reims; nel 956 sottoscrisse un diploma di papa Giovanni XII a favore del monastero di Cassino. Marino ebbe anche l'importante incarico di bibliotecario di Santa Romana Chiesa, incarico che mantenne sotto i pontefici Agapito II e Giovanni XII.
L'ultimo vescovo conosciuto di Bomarzo è Lamberto. Il suo nome appare negli atti della invenzione dei corpi dei santi martiri Marciano e Giovanni, presso Civita Castellana, e intorno al 998 prese parte alla solenne traslazione delle loro reliquie assieme a Crescenziano di Civita Castellana e ad un anonimo vescovo di Gallese. Nel 1015 Lamberto partecipò ad un concilio celebrato a Roma il 3 gennaio.
Non si hanno in seguito più notizie sui vescovi e la diocesi di Bomarzo, il cui territorio fu annesso a quello della diocesi di Bagnoregio.
Dal 1969 Bomarzo è annoverata tra le sedi vescovili titolari della Chiesa cattolica; dal 2 ottobre 2004 l'arcivescovo, titolo personale, titolare è Thomas Edward Gullickson, già nunzio apostolico in Svizzera e Liechtenstein.

## Cronotassi dei vescovi
- San Tolomeo † (I secolo)
- Anonimo † (circa 540)
- Sant'Anselmo † (seconda metà del VI secolo)
- Bonito † (menzionato nel 649)
- Barbaziano † (menzionato nel 680)
- Maggiorino † (prima del 721 - dopo il 732)
- Giovanni † (menzionato nel 743)
- Maurino † (menzionato nel 769)
- Agatone † (menzionato nell'826)
- Giorgio † (menzionato nell'853)
- Sergio † (menzionato nell'861)[6]
- Grimoaldo † (prima dell'866 - dopo l'870)
- Marino † (prima del 942 - dopo il 958)[7]
- Lamberto † (prima del 998 - dopo il 1015)

## Cronotassi dei vescovi titolari
- Isidro Augusto Oviedo y Reyes † (17 maggio 1969 - 31 ottobre 1969 deceduto)
- Maurice Michael Otunga † (15 novembre 1969 - 24 ottobre 1971 succeduto arcivescovo di Nairobi)
- Henri Désiré Delrue † (9 ottobre 1979 - 22 maggio 1982 deceduto)
- Rosario Mazzola † (19 giugno 1982 - 23 luglio 1988 nominato vescovo di Cefalù)
- Ciriaco Scanzillo † (23 marzo 1989 - 31 maggio 2004 deceduto)
- Thomas Edward Gullickson, dal 2 ottobre 2004